# Gaushorn
Gaushorn est une commune allemande du Schleswig-Holstein, située dans l'arrondissement de Dithmarse (Kreis Dithmarschen), à neuf kilomètres à l'est du centre-ville de Heide. Gaushorn est l'une des 34 communes de l'Amt Kirchspielslandgemeinden Eider dont le siège est à Hennstedt.